# Primary (canción)
«Primary» es el quinto sencillo editado por la banda británica The Cure, el único que se extrajo de su tercer álbum, Faith de 1981. Alcanzó el número 43 en la lista UK Singles Chart del Reino Unido.
"Primary" comenzó a tocarse en la gira de Seventeen Seconds bajo el nombre de "Cold Colours", con una letra completamente diferente (manteniendo el estribillo), y con una línea de bajo ligeramente distinta. Como nota curiosa, a menudo, antes de tocar la canción, el grupo se la dedicaría a Ian Curtis, líder de Joy Division fallecido poco antes. A finales de 1980, la canción fue renombrada como "Primary". Una demo de esta versión preliminar, de septiembre de 1980 se incluyó en la reedición de lujo de Faith. El sencillo de 12" contiene un mix extendido de la canción, el primero en ser editado por The Cure a lo largo de su carrera.
La canción parece tratar sobre los inconvenientes de envejecer. Al final de la canción, Robert Smith se imagina a niños siendo llevados a dormir de manera ceremoniosa, pero "todavía soñando" "still dream[ing]", en el original en inglés. La canción aun forma parte del repertorio de The Cure en directo, aunque no se toca con la misma frecuencia que otras de este período.

En el folleto del recopilatorio Join The Dots, Robert Smith comenta, en el apartado dedicado al lado B, "Descent":
"Simon (Gallup) y yo tocabamos dos bajos en primary. Queríamos mantener esa instrumentación, por lo que cuando le das la vuelta a Primary [refiriéndose a Descent], tenías el mismo sentido... pero donde Primary era enérgica y rítmica, el lado B pretendía ser atmosférica e hipnótica. Siempre fue una canción instrumental, ya que yo no quería escribir otra letra. Ya había escrito todo lo que necesitaba escribir para "Faith", y realmente no tenía nada más que decir".

## Lista de canciones
Sencillo de 7"
1. «Primary» - 3:34
2. «Descent» - 3:05

Sencillo de 12"
1. «Primary» - (Versión extendida 12") - 5:56
2. «Descent» - 3:09

## Músicos
- Robert Smith – bajo de seis cuerdas, voz
- Simon Gallup – bajo
- Laurence Tolhurst – Batería